# Vienne (departma)
Vienne (okcitansko Vinhana, oznaka 86) je francoski departma, imenovan po reki Vienne, ki teče skozenj. Nahaja se v regiji Poitou-Charentes.

## Zgodovina
Departma je bil ustanovljen v času francoske revolucije 4. marca 1790 iz delov nekdanjih provinc Berry, Poitou in Touraine.

## Geografija
Vienne leži na severovzhodu regije Poitou-Charentes. Na jugozahodu meji na departma Charente, na zahodu na Deux-Sèvres, na severozahodu na departma regije Loire Maine-et-Loire, na severovzhodu in vzhodu na Indre-et-Loire in Indre (regija Center), na jugovzhodu pa na departma Zgornjo Vienne (Limousin).